# CDC do Pinheiro
O Centro de Desporto, Cultura e Solidariedade Social do Pinheiro é um clube fundado a 16 de Outubro de 1986 e está sediado no Bairro do Pinheiro, cidade da Guarda, Portugal. Disputa atualmente o Campeonato Nacional de Atletismo.
Embora já tenha tido outras modalidades, o Atletismo sempre foi a actividade principal do clube. Por lá passaram grandes nomes do atletismo português como são os casos de Inês Monteiro, Paulo Gomes ou Pedro Martins (todos atletas olímpicos).
O clube encontra-se filiado na Associação de Atletismo da Guarda com actividade ininterrupta desde 1988. 
Na época de 2008/09 contou com mais de 6 dezenas de atletas de ambos os sexos e abrangendo todos os escalões.
A nível de campeonatos distritais, para além das dezenas de títulos individuais de Campeão Distrital com que os seus atletas se viram agraciados, conquistaram também os títulos colectivos de Campeões Distritais de Corta-Mato em Iniciados Femininos, Campeões Distritais de Marcha em Estrada em Infantis Femininos e Campeões Distritais de Pista em Infantis e Iniciados Femininos.